# Midroc Europe
Midroc ist eine Unternehmensgruppe mit Geschäftsaktivitäten und Gesellschaften in Nordamerika, Europa, dem Mittleren Osten, Asien und Afrika. Zur Unternehmensgruppe gehören Midroc Mittlerer Osten, Midroc Afrika und Midroc Europa. Das Unternehmen wurde im Jahr 1994 von dem Geschäftsmann Mohammed Al Amoudi gegründet. Midroc Europa, mit Hauptsitz in Schweden, ist seit 1996 am Markt und ist in zwei Geschäftsbereichen, Dienstleistungen für Industrie, Bau und Infrastruktur sowie Immobilienentwicklung, organisiert. Zu Midroc Europa gehören die Unternehmen BAC Group, Hackholmssund, Metalock Engineering, Midroc Alucrom, Midroc Automation, Midroc Construction, Midroc Electro, Midroc Miljöteknik, Midroc New Technology, Midroc Project Management, Midroc Property Development, Midroc Real Estate, Midroc Rodoverken, Midroc Ställningar und Västra Hamnen Corporate Finance.